# 아케치씨
아케치씨(일본어: 明智氏 아케치시[*])는 세이와 겐지 도키씨의 지류인 씨족이다. 발원지는 오늘날의 에나 군 아케치정이지만, 도키 종가 5대 도키 요리토오가 기후의 나가모리성으로 이전함에 따라 아케치 종가는 가니의 아케치 장으로 이전했다.
셋쓰 겐지의 흐름을 이어받은 도키씨의 일족으로, 난보쿠초 시대 미노국 슈고 도키 요리사다의 9남 도키 구로 라이모토의 아들 아키치 겐구로 요리시게를 중시조로 한다.
아케치씨는 아시카가 막부를 직접 섬기는 봉사공중 씨족이었다. 대대로 가니군 나가산의 아케치성에 봉해졌으며, 센고쿠 시대에는 아케치 미쓰히데가 배출된 것으로 유명하다. 미쓰히데는 에치젠의 아사쿠라씨를 모시다가 아사쿠라씨에 기숙하고 있던 아시카가 요시아키를 호소카와 후지타카와 함께 정이대장군으로 섬겼다. 이후 요시아키가 성인이 되자 미쓰히데는 요시아키의 아시가루 대장이 됨과 동시에 오와리의 오다 노부나가에게 소개되어 그 신하가 된다. 미쓰히데는 노부나가의 통일 사업에서 활약하고 수많은 업적으로 본래 근거지인 아케치성에 사카모토성과 가메야마성 등의 영지가 추가되었다. 1582년 미쓰히데는 혼노지의 변으로 노부나가를 살해하고, 그 직후 야마자키 전투에서 하시바 히데요시에게 패배하고 사망했다. 미쓰히데 일족 중 미쓰요시를 비롯한 미쓰히데의 종형제, 사위 등 유력한 아케치씨 적류 인물들은 모두 사카모토 성에서 자살, 서류들은 전국 각지로 흩어져 영주로서의 아케치씨는 망했다.
미쓰히데 이전의 아케치 씨의 계보에 대해서는 여러 설이 있지만 에도 시대에 우에노 누마번주였던 도키씨에 전해오는 족보가 그 동향을 가늠할 수 있는 중요한 사료가 된다. 여기에서도 아케치씨의 선조는 도키 요리사다의 아홉째 아들이고, 또 그 아들이 처음으로 아케치성을 칭했다고 되어 있다.
오늘날 아케치 씨를 자칭하는 일족은 거의 없지만, 누마타 도키 가를 비롯해 넓은 의미에서의 아케치 씨는 많이 존재한다. 미쓰히데 류에 한해서 말하면 미쓰히데의 딸 가라샤가 호소카와 다다오키에게 시집가서 그 핏줄이 오늘까지 이어지고 있다.
야마자키 전투에서 미쓰히데가 멸망하자 많은 아케치씨 인사들은 모리씨와 조소카베 모토치카를 의지하여 도사국으로 도망갔다.

## 같이 보기
- 혼노지의 변
- 야마자키 전투